# Phil Brickell
Philip Michael Brickell (né en 1986 ou 1987) est un homme politique du Parti travailliste britannique qui est député de Bolton West depuis 2024.

## Jeunesse et carrière
Philip Michael Brickell est né en 1986 ou 1987 à Bolton, Grand Manchester. Il fait ses études à la Bolton School, une école indépendante de Bolton. Il étudie le droit à l'Université de Durham. Pendant ses études universitaires, il passe une année à l'étranger à l'Université de Hanovre.
Après l'université, Brickell est employé au service des dossiers médicaux de l'hôpital Royal Bolton. À partir de 2009, il travaille dans le secteur des services financiers, plus récemment au sein du groupe NatWest.

## Carrière politique
Lors des élections locales de mai 2023, Brickell est élu au conseil municipal de Manchester en tant que conseiller travailliste et coopératif représentant le quartier de Baguley. Il  démissionne de son poste de conseiller en août 2024,.
Lors des élections générales de 2024, Brickell est élu député de Bolton West avec 17 363 voix (38,9 %) et une majorité de 4 945 voix sur le candidat conservateur arrivé en deuxième position.